# Acquaro
Acquaro – miejscowość i gmina we Włoszech, w regionie Kalabria, w prowincji Vibo Valentia.
Według danych na rok 2004 gminę zamieszkiwały 3064 osoby, 122,6 os./km².